# Estação Buenos Aires (Metro de Madrid)
Buenos Aires é uma estação da Linha 1 do Metro de Madrid.

## História
A estação foi inaugurada em 7 de abril de 1994.